# Żółty krzyż (broń chemiczna)

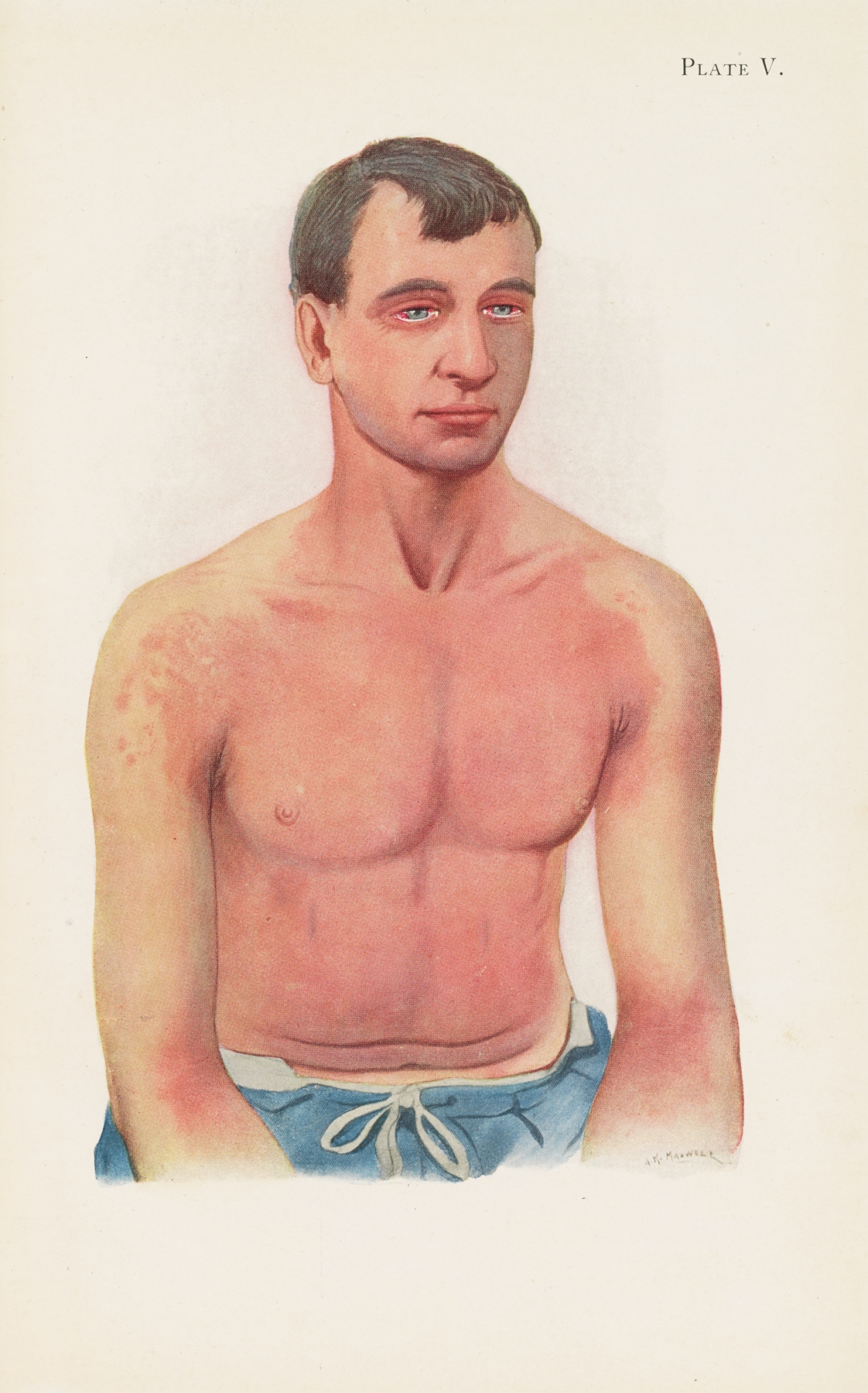
Ilustracja z 1918 roku przedstawiająca mężczyznę z rumieniem skóry spowodowanym narażeniem na opary substancji stosowanych w amunicji oznaczanej żółtym krzyżem

Żółty krzyż (niem. Gelbkreuz, Gelbkreuzkampfstoff) – oznaczenie parzących bojowych środków trujących stosowanych przez Niemcy w okresie I wojny światowej. Nazwa wzięła się od symbolu żółtego krzyża malowanego na pociskach chemicznych wypełnionych środkami działającymi parząco na wszystkie narażone części ciała. Znakowanie to nie było jednak konsekwentne i ostatecznie nie wszystkie pociski z tymi środkami były w taki sposób oznaczane. W czasie wojny Niemcy wyprodukowały łącznie około 7 000 000 pocisków wszystkich kalibrów ze środkami parzącymi. Często nazwa „żółty krzyż” stosowana jest jako synonim iperytu siarkowego.
Żółty krzyż był technicznym iperytem siarkowym lub jego mieszaniną z chlorobenzenem, nitrobenzenem, czterochlorkiem węgla lub eterem bis(chlorometylowym). Z czasem jednak skład mieszaniny zmieniał się. Żółty krzyż 1 zawierał początkowo 5–50% etylodichloroarsyny oraz 50–95% eteru bis(chlorometylowego), a następnie 40% etylodichloroarsyny, 40% etylodibromoarsyny i 20% eteru bis(chlorometylowego). Niektóre źródła podają także luizyt jako przykład związku zawartego w żółtym krzyżu, co jest jednak błędne, gdyż nie był on dostępny w Niemczech w tym okresie. Od czerwca 1918 roku pociski mgławicowe (gazowo-kruszące) 150 mm, w których jedną trzecią pojemności zajmował materiał wybuchowy, a pozostałą część – iperyt siarkowy, oznaczano podwójnym żółtym krzyżem.